# یومی تومه
یومی تومه (ژاپنی: 東明 有美؛ زادهٔ ۱ ژوئن ۱۹۷۲) بازیکن فوتبال اهل ژاپن و عضو تیم ملی فوتبال زنان ژاپن است که در تاریخ ۶ دسامبر ۱۹۹۳ میلادی اولین بازی ملی‌اش را انجام داد. او در ۴۳ بازی ملی حضور داشت و آخرین بازی ملی خود را در تاریخ ۲۶ ژوئن ۱۹۹۹ میلادی انجام داد. یومی تومه در بازی‌های ملی‌اش
۶ گل به ثمر رساند.